# Emarginula octaviana
Emarginula octaviana é uma espécie de molusco pertencente à família Fissurellidae.
A autoridade científica da espécie é Coen, tendo sido descrita no ano de 1939.
Trata-se de uma espécie presente no território português, incluindo a zona económica exclusiva.